# Olga Aleksejeva
Olga Aleksejeva (Tartu, URSS, 12 de marzo de 1982) es una deportista estonia que compitió en esgrima, especialista en la modalidad de espada.
Ganó una medalla de plata en el Campeonato Mundial de Esgrima de 2002 y una medalla de plata en el Campeonato Europeo de Esgrima de 2003, ambas en la prueba por equipos.

## Palmarés internacional
| Campeonato Mundial | Campeonato Mundial | Campeonato Mundial | Campeonato Mundial |
| Año                | Lugar              | Medalla            | Prueba             |
| ------------------ | ------------------ | ------------------ | ------------------ |
| 2002               | Lisboa (Portugal)  | Medalla de plata   | Espada por equipos |
| Campeonato Europeo |                    |                    |                    |
| Año                | Lugar              | Medalla            | Prueba             |
| 2003               | Bourges (Francia)  | Medalla de plata   | Espada por equipos |